# Trevor Harris (cầu thủ bóng đá)
Trevor John Harris (sinh ngày 6 tháng 2 năm 1936), là một cựu cầu thủ bóng đá người Anh từng thi đấu ở vị trí wing half tại Football League.

## Sự nghiệp
Sinh ra ở Colchester, Anh, Harris có 99 lần ra sân cho câu lạc bộ quê nhà Colchester United, giúp đội bóng thăng hạng Third Division ở mùa giải  1961–62. Ông rời the U's năm 1963 để thi đấu bóng đá non-league cho Chelmsford City.

## Danh hiệu

### Câu lạc bộ
Colchester United
- Á quân Football League Fourth Division (1): 1961–62